# Estadio Neza 86
Het Estadio Neza 86 is een stadion in Ciudad Nezahualcóyotl, een forensenstad ten oosten van Mexico-Stad in de staat Mexico. Het stadion staat op het terrein van de Universidad Tecnológica de Nezahualcóyotl.

## Geschiedenis
Het stadion werd geopend in 1981. In 1983 werd besloten dat Mexico gastland werd van het Wereldkampioenschap voetbal van 1986 en dat dit stadion een van de stadions zou worden waar voetbalwedstrijden werden gespeeld. Oorspronkelijk werd het stadion Estadio José López Portillo genoemd, maar dit werd veranderd toen het stadion in 1986 voor het WK gebruikt ging worden. Er werden in totaal 3 groepswedstrijden gespeeld. 

### WK-interlands
| № | Datum        | Wedstrijd              | Uitslag | Competitie        | Toeschouwers |
| - | ------------ | ---------------------- | ------- | ----------------- | ------------ |
| 1 | 4 juni 1986  | Schotland – Denemarken | 0 – 1   | WK 1986 – Groep E | 18.000       |
| 2 | 8 juni 1986  | Denemarken – Uruguay   | 6 – 1   | WK 1986 – Groep E | 26.500       |
| 3 | 13 juni 1986 | Schotland – Uruguay    | 0 – 0   | WK 1986 – Groep E | 20.000       |

Estadio Azteca (Mexico-Stad) · Estadio Olímpico Universitario (Mexico-Stad) · Estadio Universitario (San Nicolás de los Garza) · Estadio Tecnológico (Monterrey) · Estadio Jalisco (Guadalajara) · Estadio Tres de Marzo (Guadalajara) · Estadio Cuauhtémoc (Puebla) · Estadio Nemesio Díez (Toluca) · Estadio Nou Camp (León) · Estadio Sergio León Chávez (Irapuato) · Estadio La Corregidora (Querétaro) · Estadio Neza 86 (Nezahualcóyotl)